# Luxembourg Open 1999
Luxembourg Open 1999 var 1999 års upplaga av tennisturneringen Luxembourg Open.

## Vinnare

### Singlar
Kim Clijsters, Belgien finalbesegrade Dominique van Roost, Belgien 6–2, 6–2

### Dubblar
Irina Spîrlea, Rumänien Caroline Vis, Nederländerna finalbesegrade Tina Križan, & Katarina Srebotnik, Slovenien, 6–1, 6–2

### Fotnoter
1. ↑  ”Luxembourg” (på engelska). Tennistonic. 10 mars 1999. Arkiverad från originalet den 4 december 2014. https://web.archive.org/web/20141204203033/http://news.tennistonic.com/head-tournament-view?m=wta&tid=148&Seat-Open---Luxembourg&v=1. Läst 30 november 2014.